# 西得梅因 (艾奥瓦州)
西德梅因（英語：West Des Moines）是一個位於美國愛荷華州波爾克縣、達拉斯縣和沃倫縣的城市。

## 地理
西德梅因的座標為41°34′30″N 93°42′33″W / 41.57500°N 93.70917°W，而該地的平均海拔高度為291米（即955英尺）。

## 人口
根據2010年美國人口普查的數據，西德梅因的面積為102.25平方千米，當中陸地面積為99.94平方千米，而水域面積為2.31平方千米。當地共有人口56609人，而人口密度為每平方千米553人。